# 대한민국 형법 제24조
대한민국 형법 제24조는 피해자의 승낙에 대한 형법총칙의 조문이다. 형법은 살인, 낙태에 대해서 피해자의 승낙이 있더라도 처벌하는 특별한 규정을 두고 있다.

## 조문
제24조(피해자의 승낙) 처분할 수 있는 자의 승낙에 의하여 그 법익을 훼손한 행위는 법률에 특별한 규정이 없는 한 벌하지 아니한다.

第24條(被害者의 承諾) 處分할 수 있는 者의 承諾에 意하여 그 法益을 毁損한 行爲는 法律에 特別한 規定이 없는 한 罰하지 아니한다.

형법 제252조 (촉탁, 승낙에 의한 살인 등) ① 사람의 촉탁이나 승낙을 받아 그를 살해한 자는 1년 이상 10년 이하의 징역에 처한다.

형법 제269조(낙태) ②부녀의 촉탁 또는 승낙을 받어 낙태하게 한 자도 제1항의 형(1년이하의 징역 또는 200만원이하의 벌금)과 같다.

## 판례
- 사문서변조죄와 관련하여 행위 당시 명의자의 현실적인 승낙은 없었지만 명의자가 그 사실을 알았다면 당연히 승낙했을 것이라고 추정되는 경우에는 사문서변조죄가 성립하지 아니한다[2]
- 의사의 불충분한 설명에 근거하여 환자가 수술에 동의한 경우에는 피해자의 승낙으로 수술의 위법성이 조각되지 아니한다[3]

## 참고문헌
- 조인현. "피해자의 승낙 규정의 입안(立案) 경위 - 일본개정형법가안의 심의와 관련하여 -." 형사법연구 31.2 (2019): 39-76.

## 같이 보기
- 원인에 있어서 자유로운 행위